# Mambałaga
Mambałaga - pierwszy singiel z albumu A morał tej historii mógłby być taki, mimo że cukrowe, to jednak buraki zespołu Luxtorpeda.

## Notowania
| Lista                          | Pozycja |
| ------------------------------ | ------- |
| Lista Przebojów Trójki         | 1       |
| Lista przebojów UWM            | 1       |
| Najlepsza Rockowa Dwudziestka  | 1       |
| Lista przebojów Wietrzne Radio | 4       |